# Lärkkräfta
Lärkkräfta (Lachnellula willkommii) är en svampart som först beskrevs av Hartig, och fick sitt nu gällande namn av Dennis 1962. Lärkkräfta ingår i släktet Lachnellula och familjen Hyaloscyphaceae.  Arten är reproducerande i Sverige. Inga underarter finns listade i Catalogue of Life.